# Kein & Aber

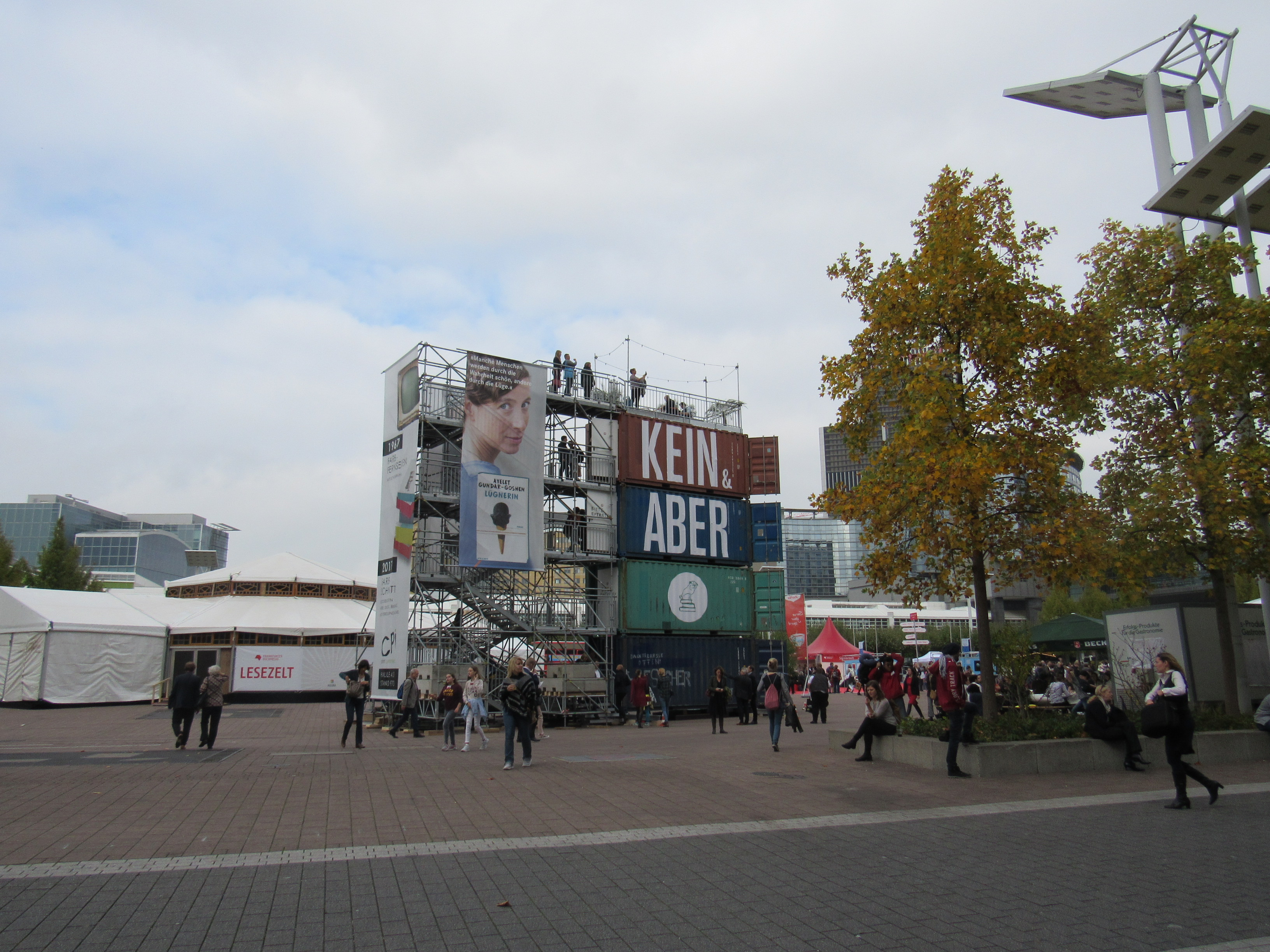
Kein & Aber, Messestand auf der Frankfurter Buchmesse 2017

Kein & Aber ist ein Zürcher Verlag in der Rechtsform einer Aktiengesellschaft. Er wurde 1997 von Peter Haag gegründet, der zuvor für den Haffmans Verlag gearbeitet hatte.
Neben Büchern erscheinen bei Kein & Aber auch CDs, DVDs und Comics. Erste Produkte waren das Hörbuch Pu der Bär, übersetzt und gelesen von Harry Rowohlt, und die CD Der Standort Deutschland von Gerhard Polt. Pu der Bär ist mit über 600'000 (Stand 2023) verkauften Tonträgern das erfolgreichste Hörbuch des Verlages. 2004 wurden mit Auf-Schwimmen-zwei-Vögel von Flann O’Brien (gelesen von Harry Rowohlt) und Daniil Charms Fälle (gelesen von Peter Urban) zwei Titel des Verlages mit dem Deutschen Hörbuchpreis ausgezeichnet.
Seit 1998 publiziert der Verlag auch Bücher; unter anderem von André Aciman, Woody Allen, Roger Boylan, Truman Capote, Sir Arthur Conan Doyle, Venedikt Erofeev, Anja Jardine, Güzin Kar, Flann O’Brien, Alfred Polgar, Richard Reich, Robert Seethaler, Steve Tesich, Philipp Tingler, Nora Osagiobare, Anne Tyler, Elif Shafak und Takis Würger.
Von 2007 bis 2014 war Roger Schawinski am Verlag mit Aktien beteiligt und gleichzeitig Verwaltungsratspräsident.
Im Themenfeld Komische Kunst wurden Monografien unter anderem von Michael Sowa, Rudi Hurzlmeier, Peter Gut, Bernd Pfarr, Ernst Kahl, Heino Jaeger publiziert sowie die Titel Kunst aufräumen und Noch mehr Kunst aufräumen des Schweizer Kabarettisten Ursus Wehrli.
Bis 2023 hat der Verlag über 550 Titel von mehr als 180 Autoren veröffentlicht. In der Zürcher Bäckerstrasse beschäftigte er bis zu 16 Mitarbeiter. Der Schwerpunkt liegt inzwischen auf Romanen und erzählenden Sachbüchern.
Im März 2016 übernahm Kein & Aber den insolventen Berliner Verlag Rogner & Bernhard.

## Auszeichnung
- 2010: Verlag des Jahres durch die Fachzeitschrift Schweizer Buchhandel[3]